# Bad Homburg Open 2022
Il Bad Homburg Open 2022 è un torneo di tennis femminile che si gioca su campi in erba all'aperto. È la seconda edizione del Bad Homburg Open e fa parte della categoria WTA 250 del WTA Tour 2022. Si svolge al TC Bad Homburg di Bad Homburg, in Germania, dal 19 al 25 giugno 2022.

## Partecipanti

### Teste di serie
| Nazionalità | Giocatrice           | Ranking* | Testa di serie |
| ----------- | -------------------- | -------- | -------------- |
|             | Dar'ja Kasatkina     | 12       | 1              |
| Svizzera    | Belinda Bencic       | 17       | 2              |
| Germania    | Angelique Kerber     | 18       | 3              |
| Romania     | Simona Halep         | 20       | 4              |
|             | Veronika Kudermetova | 24       | 5              |
| Stati Uniti | Amanda Anisimova     | 25       | 6              |
| Italia      | Martina Trevisan     | 28       | 7              |
|             | Ljudmila Samsonova   | 29       | 8              |
| Francia     | Alizé Cornet         | 34       | 9              |

* Ranking al 13 giugno 2022.

### Altre partecipanti
Le seguenti giocatrici hanno ricevuto una wild card per il tabellone principale:
- Sabine Lisicki
- Tatjana Maria
- Jule Niemeier

Le seguenti giocatrici sono passate dalle qualificazioni:

- Anastasija Gasanova
- Julija Hatouka
- Kamilla Rachimova
- Katie Swan

Le seguenti giocatrici sono entrata nel tabellone principale come lucky loser:
- Misaki Doi
- Tamara Korpatsch

### Ritiri
Prima del torneo
- Ekaterina Aleksandrova → sostituita da  Caroline Garcia
- Viktoryja Azaranka → sostituita da  Claire Liu
- Belinda Bencic → sostituita da  Tamara Korpatsch
- Veronika Kudermetova → sostituita da  Misaki Doi
- Aryna Sabalenka → sostituita da  Greet Minnen

## Partecipanti al doppio

### Teste di serie
| Nazione     | Giocatrice        | Nazione       | Giocatrice       | Rank1 | Teste di serie |
| ----------- | ----------------- | ------------- | ---------------- | ----- | -------------- |
| Giappone    | Eri Hozumi        | Giappone      | Makoto Ninomiya  | 79    | 1              |
| Polonia     | Alicja Rosolska   | Nuova Zelanda | Erin Routliffe   | 80    | 2              |
| Ucraina     | Nadiia Kičenok    | Romania       | Raluca Olaru     | 102   | 3              |
| Stati Uniti | Kaitlyn Christian |               | Lidzija Marozava | 116   | 4              |

* Ranking al 13 giugno 2022.

### Altre partecipanti
Le seguenti coppie di giocatrici hanno ricevuto una wild card per il tabellone principale:
- Sloane Stephens /  Katie Swan

La seguente coppia è entrata in tabellone con il ranking protetto:
- Han Xinyun /  Renata Voráčová

La seguente coppia è subentrata come alternate:
- Alëna Fomina-Klotz /  Anastasija Gasanova

### Ritiri
Prima del torneo
- Natela Dzalamidze /  Kamilla Rachimova → sostituite da  Julia Lohoff /  Kamilla Rachimova
- Rosalie van der Hoek /  Alison Van Uytvanck → sostituite da  Alëna Fomina-Klotz /  Anastasija Gasanova
- Han Xinyun /  Aleksandra Panova → sostituite da  Han Xinyun /  Renata Voráčová

## Punti
| Evento    | V   | F   | SF  | QF | 2T | 1T   | Q    | Q2   | Q1   |
| Singolare | 250 | 180 | 110 | 60 | 30 | 1    | 18   | 12   | 1    |
| Doppio    | 250 | 180 | 110 | 60 | 1  | N.D. | N.D. | N.D. | N.D. |

## Montepremi
| Evento    | V        | F       | SF      | QF      | 2T      | 1T     | Q3     | Q2     | Q1     |
| Singolare | $163,085 | $86,840 | $46,345 | $24,880 | $13,311 | $6,398 | $3,791 | $2,021 | $1,122 |
| Doppio    | $50,876  | $27,155 | $14,845 | $7,562  | $4,098  | N.D.   | N.D.   | N.D.   | N.D.   |

*per team

## Campionesse

### Singolare
Caroline Garcia ha sconfitto in finale  Bianca Andreescu con il punteggio di 6(5)-7, 6-4, 6-4.
- È il primo titolo stagionale per la Garcia, il nono della carriera.

### Doppio
Eri Hozumi /  Makoto Ninomiya hanno sconfitto in finale  Alicja Rosolska /  Erin Routliffe con il punteggio di 6-4, 6(5)-7, [10-5].